# Galearia maingayi
Galearia maingayi är en tvåhjärtbladig växtart som beskrevs av Joseph Dalton Hooker. Galearia maingayi ingår i släktet Galearia och familjen Pandaceae. Inga underarter finns listade i Catalogue of Life.